# Tylopelta obscura
Tylopelta obscura är en insektsart som beskrevs av Strümpel 1974. Tylopelta obscura ingår i släktet Tylopelta och familjen hornstritar. Inga underarter finns listade i Catalogue of Life.